# Urbanesimo

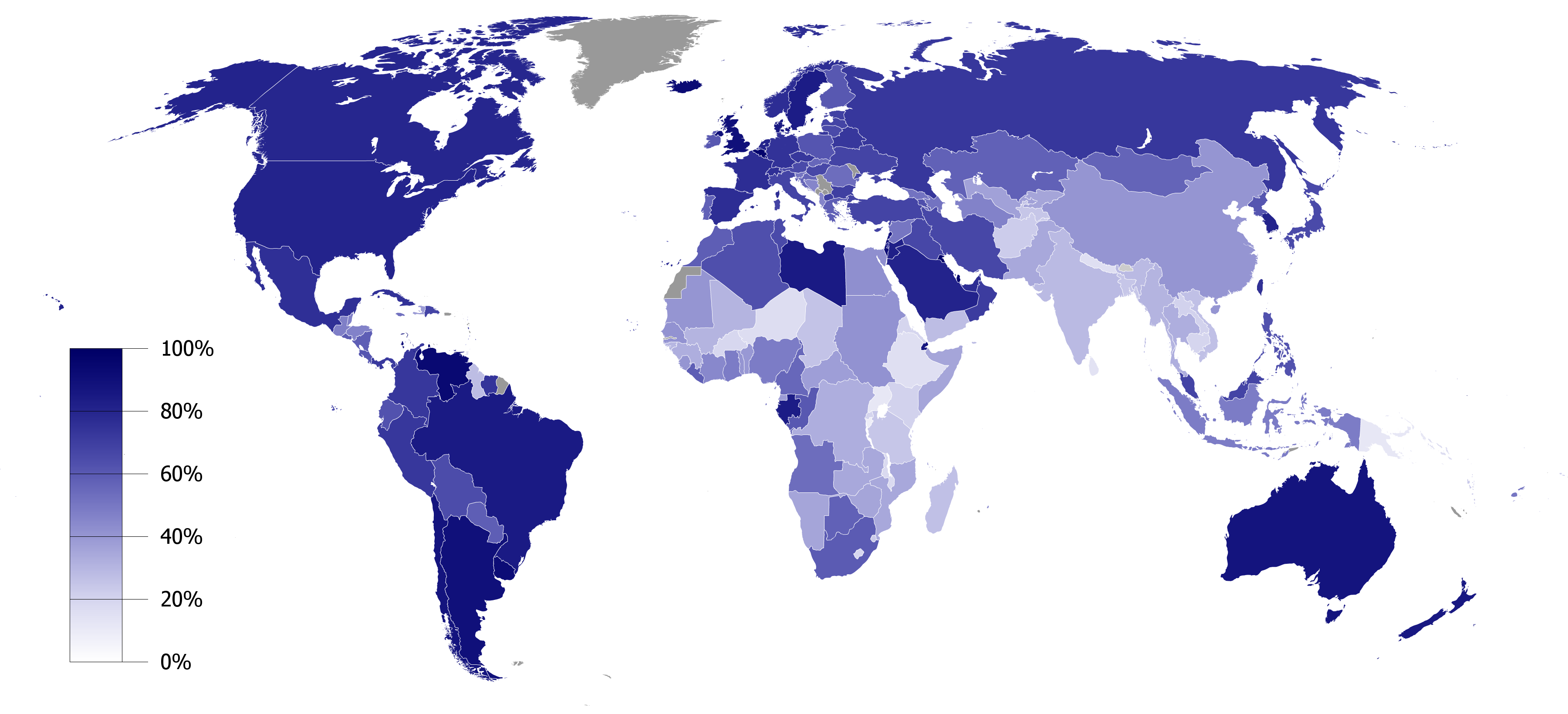
Percentuali di popolazione urbanizzata nel 2006

L'urbanesimo o inurbamento è quel processo che consiste nella migrazione di grandi masse di popolazioni dalle campagne alle città. Da un punto di vista sociale, essa è riconducibile all'assunzione di uno stile di vita urbano da parte di masse contadine (urbanizzazione).
Il fenomeno dell'inurbamento ha caratterizzato diverse epoche dell'evoluzione dell'organizzazione (o disorganizzazione) della società ed è iniziato con l'affermarsi dei primi nuclei abitativi organizzati in città, tuttavia la sua forma più radicale si sviluppa dall'industrializzazione dell'Occidente nel XIX e XX secolo. Seppure con modalità differenti, è in atto anche in epoca contemporanea.
L'evolversi, spesso incontrollato o incontrollabile, delle situazioni e dei movimenti di spostamento verso determinate aree urbane con intensificazione della densità abitativa e di insediamenti produttivi e commerciali ha prodotto, specialmente a partire dalla seconda metà del Novecento, agglomerati estesissimi che sono stati chiamati megalopoli, termine usato da J. Gottmann per la prima volta nel 1961 per indicare tale fenomeno.

## Rapporti città-campagna prima dell'urbanesimo

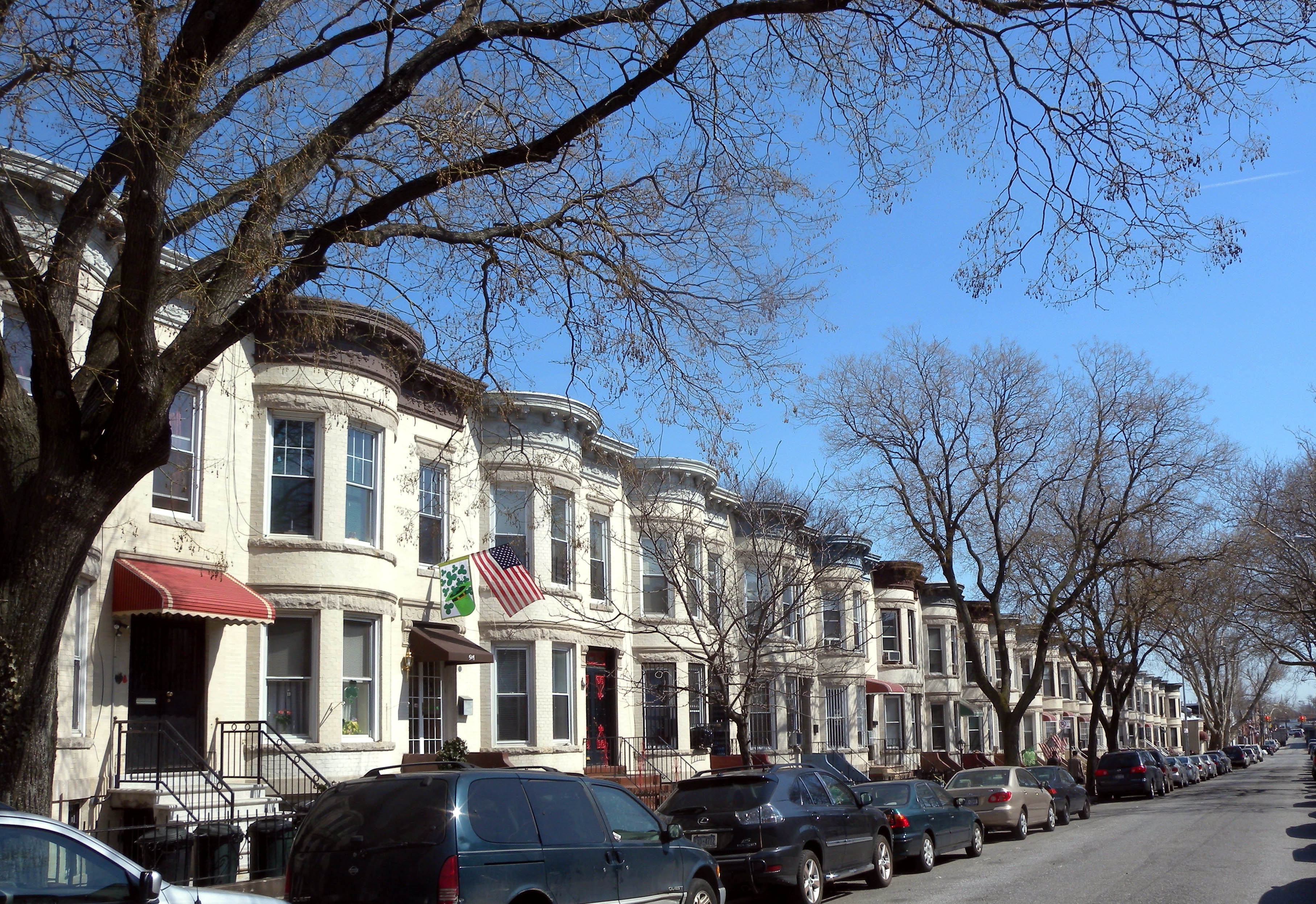
Area Residenziale sulla 5th Avenue a Brooklyn

Storicamente, i fenomeni di urbanesimo sono esistiti sin dalla nascita delle città, avvenuta con la rivoluzione neolitica. 
Nel Neolitico, infatti, l'affermarsi dell'agricoltura e dell'allevamento rispetto alla raccolta e alla caccia, produsse la nascita dei primi insediamenti fissi. Alcuni di questi, col tempo, a causa di vari fattori e tra questi principalmente: la posizione strategica (difesa e vie di comunicazione) e la fertilità dei luoghi limitrofi, si svilupparono aumentando di popolazione ed estensione. Questa situazione esercitava un'attrazione sulle popolazioni limitrofe e sui migranti di passaggio. Le motivazioni sono principalmente da ricercarsi nelle carestie, nella ricerca di occasioni di commercio, nella possibilità di organizzare più agevolmente la propria difesa. Tuttavia, almeno in questa fase così antica, si è trattato di spostamenti modesti, riconducibili ora alla fondazione di nuove città, come nel caso di una nuova colonia romana, ora al particolare prestigio che una specifica città assumeva in un certo periodo storico, come nel caso delle grandi capitali come Roma imperiale, Parigi o Londra.
Inoltre, a periodi di modesto urbanesimo seguivano periodi di disurbanizzazione, spesso riconducibili a carestie, cui corrispondevano pestilenze, che avevano nelle città un bersaglio privilegiato.
Caratteristiche fondamentali di questo primo periodo storico furono:
- una bassa produttività dei campi: ogni contadino produceva poco cibo. Statisticamente, nell'Europa preindustriale, vi erano 9 contadini ogni cittadino. Un rapporto maggiormente favorevole alla città avrebbe portato nel breve periodo a carestie.
- inefficienti reti di trasporto: laddove possibile via acqua per i (rari) trasporti di media e lunga distanza, e via terra per il trasporto a breve distanza, tendenzialmente dal contado al mercato della città.
- inefficienti modalità di conservazione degli alimenti, come l'essiccazione o la conservazione sotto olio/sale.

Ovviamente dal neolitico al XIX secolo ci furono moltissime innovazioni, ma nessuna è paragonabile a ciò che avvenne nel XIX secolo per l'impatto sui processi urbanizzativi.
Le caratteristiche sopra delineate aiutano a comprendere la forte vulnerabilità alle carestie, dato che era impossibile muovere grandi quantità di viveri da una città all'altra in tempi rapidi e senza incorrere in un celere deperimento.

## Aumento demografico
Fino al XVIII secolo l'andamento demografico aveva subito oscillazioni di aumento o diminuzione della popolazione in dipendenza da carestie, epidemie e guerre anche pluridecennali. Dal '700 l'aumento demografico in Europa ha un nuovo carattere perché è generale ed ininterrotto, con costante diminuzione della mortalità e prolungamento della durata della vita.
In altri continenti continuano invece a verificarsi oscillazioni: in Asia la popolazione è stata più numerosa nel 1795 che nel 1800; mentre in Africa la diminuzione o la stagnazione demografica è determinata dalle frequenti razzie di schiavi compiute in quel paese.
Durante la rivoluzione del ‘700 gli elementi costanti sono stati:
- la trasformazione dell'agricoltura, con un aumento della produzione e quindi il miglioramento dell'alimentazione;
- l'aumento delle nascite;
- la diminuzione della mortalità soprattutto infantile;
- il progresso della medicina, con il vaccino contro il vaiolo e l'assunzione del chinino contro la malaria e altre “febbri”;
- un miglioramento delle condizioni di igiene pubblica e di igiene personale con la diffusione dell'uso del sapone e della camicia;
- la rarefazione di carestie.

Il primo Stato ad aver subito questo tipo di rivoluzione è stata la Gran Bretagna, infatti la popolazione britannica attorno al 1700 ha iniziato a crescere sempre più rapidamente. Le cause di questo sviluppo vennero inizialmente attribuite alla riduzione della mortalità e al progresso in campo medico. 
L'aumento demografico è dato dall'effetto forbice: riduzione del tasso di mortalità e aumento del tasso di natalità, determinati da fattori economici, primo fra tutti è il miglioramento alimentare portato dalla rivoluzione agricola. 
L'aumento del tasso di fecondità totale è attribuito ai matrimoni più precoci e alle nascite illegittime, che hanno accompagnato lo sviluppo urbano e la vita di fabbrica. 
L'abbandono delle campagne avviene sia spontaneamente sia perché i contadini vengono cacciati dai proprietari che fanno coltivare i terreni ad affittuari o a salariati, ed apportano notevoli miglioramenti nel modo di coltivare la terra di cui vendono i prodotti agli abitanti delle città.
Inoltre, nei campi vengono applicate nuove tecniche come la rotazione quadriennale e nuove coltivazioni, quali: patate, pomodori, mais e frumento; tutti prodotti importati dall'America.
| Anni | Europa      | Asia        | America    | Africa         | Italia       |
| ---- | ----------- | ----------- | ---------- | -------------- | ------------ |
| 1700 | 115 milioni | 320 milioni | 12 milioni | 90 milioni     | 13,2 milioni |
| 1800 | 150 milioni | 460 milioni | 16 milioni | 100 milioni    | 15,3 milioni |
| 1850 | 190 milioni | 620 milioni | 26 milioni | 100,95 milioni | 17,8 milioni |

## Cause dell'urbanesimo
Le condizioni sopra delineate vengono meno grazie alle grandi trasformazioni di fine XIX secolo, creando le condizioni per l'urbanizzazione.
In primo luogo, la seconda rivoluzione agricola porta la produttività dei campi a crescere a dismisura e causa fenomeni di disoccupazione di massa presso la popolazione contadina, che migrano verso i centri urbani.
In dettaglio: se grazie alle macchine, per ogni contadino si producono quantità sempre maggiori di cibo, per il proprietario terriero sarà necessario assumere meno contadini. I piccoli proprietari, invece, difficilmente potranno reggere la concorrenza dell'agricoltura macchinizzata, né potranno permettersi l'acquisto dei nuovi macchinari, quindi venderanno i propri terreni, cercando fortuna altrove. Senza entrare nel merito degli impatti della rivoluzione agraria, basti sapere che tutto ciò ebbe come risultato il formarsi di masse di contadini disoccupati, che si spostarono verso le città alla ricerca di nuove forme di reddito. Conseguenza fu il loro inurbamento e l'assunzione presso i nuovi impianti industriali.
A questi grandi processi migratori si accompagnarono problematiche sociali (povertà, sfruttamento della manodopera infantile, ecc) e sanitarie (epidemie come il colera) di enorme rilievo, che portarono alla diffusione delle ideologie socialiste, allo sviluppo della disciplina urbanistica e all'adozione di leggi per risolvere i problemi collegati.
Questo primo processo spiega in gran parte il fenomeno dell'urbanesimo del XIX secolo, che tuttavia fu enormemente amplificato dagli altri due processi che distruggono il quadro del capitolo precedente.
Un secondo fattore che sconvolge il quadro precedente è la rivoluzione dei trasporti, contemporanea alla rivoluzione industriale, che porta anche allo sviluppo del sistema ferroviario. 
Storicamente, grandezza e forma delle città sono state determinate dal mezzo di trasporto dominante. Nelle città preindustriali, questi erano i piedi, cui corrispondevano nuclei urbani di dimensioni ridotte.
Il trasporto su rotaia, con una velocità più elevata, fornisce quindi un'ulteriore spinta ai processi in atto. A livello regionale collega fra di loro le città di maggiori dimensioni, permettendo di vendere su mercati diversi i surplus di cibo, mentre a livello locale permette, grazie ai tram, spostamenti urbani più veloci.
Il mezzo su rotaia, a livello urbano, collega soprattutto le aree residenziali con quelle lavorative, i grossi stabilimenti industriali.
Un terzo fattore è costituito dalle tecniche di conservazione dei cibo, come la conservazione in latta o la refrigerazione, che hanno ulteriormente contribuito a impedire il rischio di carestie, sostenendo la diffusione di varietà di cibo nei mercati.
Ricapitolando: l'urbanesimo è possibile laddove vi sia un aumento del surplus di cibo prodotto dalle campagne, ed è base per la rivoluzione industriale. Successivamente, la rivoluzione industriale stessa incrementa il processo in atto, con l'ulteriore aumento della produttività dei campi, lo sviluppo delle reti di trasporto, che permettono un maggiore trasporto interno alle città ma anche un collegamento fra città diverse (quindi la creazione di mercati più vasti che richiedono l'ampliamento delle industrie esistenti, un ulteriore incentivo all'urbanizzazione). Infine, le tecniche di conservazione del cibo agevolano le trasformazioni in atto.
Tuttavia, tutto questo non è indolore: l'urbanesimo è anche un processo che provoca disagi enormi, come le epidemie di colera (spesso i quartieri operai non avevano le più elementari forme di sistemi fognari) o il degrado (si pensi alle baraccopoli e alle workhouse inglesi). Tutto questo crea il terreno per la diffusione delle ideologie socialiste, che nascono e si diffondono in ambiti urbani.
L'urbanizzazione, oltre a essere un fenomeno fisico di espansione della città sulla campagna, è quindi anche un fenomeno sociale, di persone che abbandonano lo stile di vita delle campagne a favore di quello cittadino. Questo è particolarmente evidente nelle seconde generazioni.

## Dalla città alla metropoli

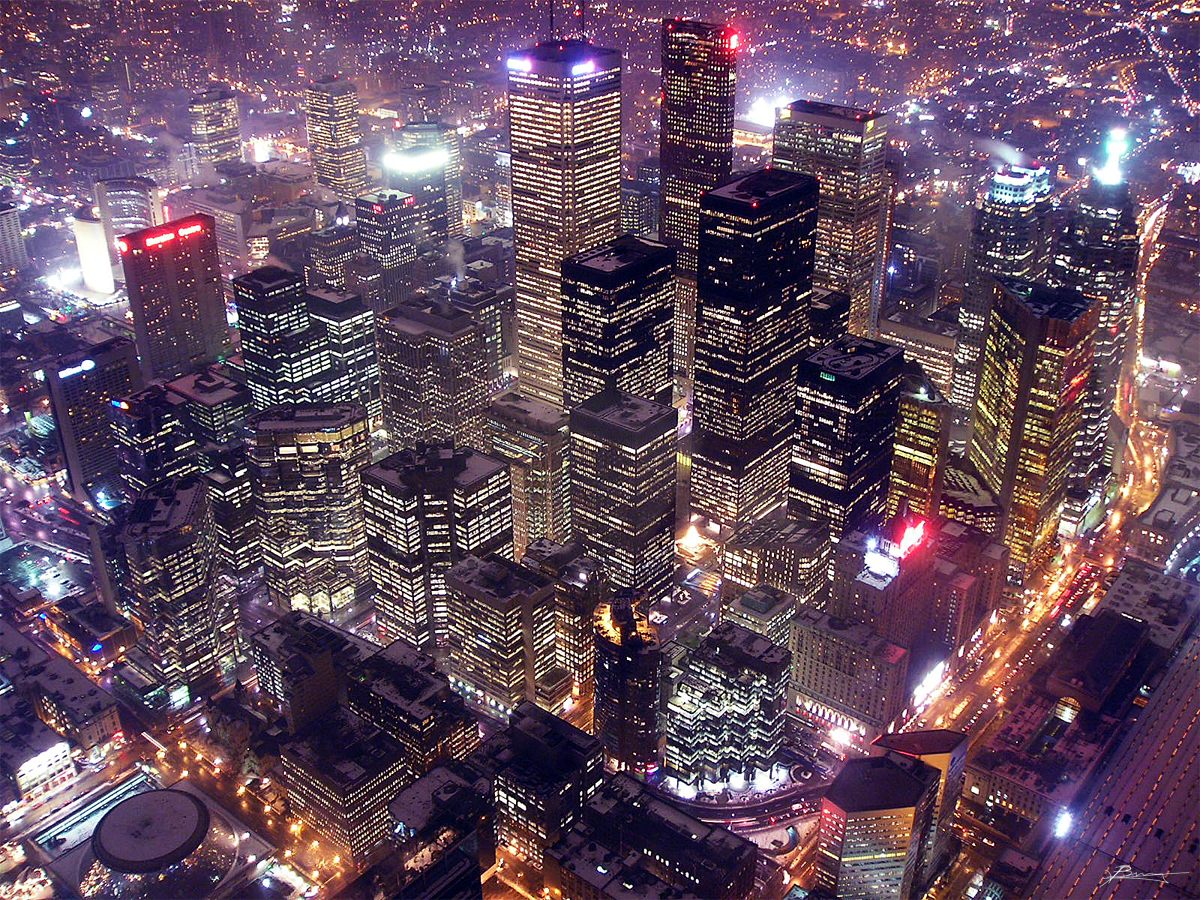
Centro di Toronto

La ferrovia ha avuto una notevole importanza nello sviluppo delle città, ma questo sviluppo si sarebbe presto arrestato se non fosse stato accompagnato dallo sviluppo dei trasporti urbani. Da allora è cominciata una crescita impetuosa delle città secondo due modelli differenti: quello "a cerchi concentrici" e quello "a macchia d'olio".
- cerchi concentrici: In questo caso gli edifici e in generale i quartieri si sviluppano e si dispongono intorno al centro, sfruttando ogni spazio disponibile per espandersi poi ordinatamente sempre più in periferia.
- macchia d'olio: in questo caso la crescita è molto più irregolare ed avviene soprattutto lungo le grandi vie di comunicazione (dove il tessuto produttivo è più attivo).

Il primo importante mezzo di trasporto urbano fu il tram elettrico, che si diffuse nelle grandi città nell'ultimo decennio del XIX secolo. Grazie a questo mezzo il raggio degli spostamenti aumentò notevolmente e lungo la via tranviaria sorsero i quartieri popolari (quelli più elevati restavano comunque al centro). 
Poco dopo anche la bicicletta fece la sua comparsa ed ebbe subito una rapida diffusione tra i ceti popolari. 
Ma il vero grande balzo in avanti si ebbe con la motorizzazione di massa (dopo la seconda guerra mondiale): grazie alle automobili si aprirono nuove prospettive sia al trasporto urbano sia al trasporto extraurbano. Molte città crebbero a dismisura oltre le proprie periferie, inglobando non solo tutti gli spazi della campagna circostante ma anche i paesi e le piccole città vicine. 
Le città si erano così trasformate in metropoli.
Nel 1800, solo 2 persone su 100 vivevano in città; agli inizi del XX secolo 15 su 100; nel XXI secolo, più della metà della popolazione vive in città.
L'urbanesimo degli ultimi tempi è stata caratterizzata principalmente da un generale aumento delle metropoli: nel 1950 l'1% della popolazione abitava in una città con più di un milione di abitanti; adesso, l'8% vive in una città milionaria. Da questo tipo di metropoli si è passato alla formazione di "giganti urbani" con più di 10 milioni di abitanti: nel 1950 solo New York superava i 10 milioni di abitanti; oggi, sono 26 e alcune di esse hanno creato vaste regioni urbanizzate, le megalopoli (la megalopoli atlantica si estende per 740 km lungo la fascia costiera atlantica degli Stati Uniti; la megalopoli giapponese per 500 km e raccoglie oltre 70 milioni di giapponesi).
Alcune megalopoli si presentano come territori ad alta densità di strutture e servizi, altre con vaste aree suburbane di povertà e con condizioni di vita miserevoli, queste ultime sono situazioni presenti principalmente nei paesi in via di sviluppo dell'Asia, America Latina e Africa.

## Fenomeni collegati all'urbanesimo

### Centri direzionali
Altro fenomeno legato ai processi d'inurbamento è il sorgere di città o aree satelliti dedicati principalmente a funzioni amministrative, di uffici direzionali di grandi aziende e/o di centri commerciali: i centri direzionali.
Raggruppare in un unico luogo le funzioni amministrative e finanziarie di aziende e amministrazioni pubbliche vuole dare alcune risposte funzionali e organizzative:
ottimizzazione dei trasporti delle persone;
decongestiamento delle aree centrali cittadine;
ottenimento di sinergie con attività e servizi limitrofi;
migliorare controllo e sicurezza;
miglioramento dell'immagine e della visibilità.
I centri direzionali sono sorti spesso in zone decentrate creando sobborghi satelliti con attività prevalentemente diurna. Non è immediatamente verificabile se gli obiettivi posti sono stati raggiunti in toto o anche solo in parte.
Il parziale svuotamento delle funzioni amministrative delle città ha posto il problema, a cui è seguito un dibattito non ancora concluso, della necessità e/o opportunità di una rivalutazione delle funzioni direzionali dei centri storici.

### New towns
Le città satelliti (new towns) si diffondono in Inghilterra a partire dalla fine degli anni quaranta del Novecento.
Nel passato - antico e più prossimo - si erano avuti alcuni esempi di "città nuove - città ideali" con origine varia.
In alcuni casi i nuovi insediamenti sorgono a ridosso di aree produttive o centri di potere delocalizzato; in altri casi sorgono come centri residenziali. Alcuni esempi, più o meno riusciti, possiamo vedere in: Alessandria d'Egitto, Palmanova, Versailles, Tokyo, Hollywood,
Le new towns inglesi costituiscono in questo campo una novità. Nascono con la caratteristica di voler essere delle vere e proprie città al di fuori delle grandi aree urbane e pensate come città giardino. Uno strumento per decongestionare, decentrare, creare un miglior sistema di vita.

## Dalla città alla campagna
Un fenomeno inverso, di portata assai minore, è rappresentato dal flusso di cittadini che si trasferiscono in luoghi ameni ovvero lontani dalle città.